# 张国祥 (军人)
张国祥（1931年11月—2023年8月6日），河北张家口人，中国人民解放军正军职退休干部、原空军西安指挥所司令员。

## 生平
张国祥1945年12月入伍，1949年5月加入中国共产党。历任战士、飞行员，空军第三十六师参谋长、师长，空军第十一军参谋长、军长等职。
2023年7月23日，张国祥因病于西安逝世，享年91岁。讣告刊登在9月5日的《解放军报》。